# Sinergistas
Los sinergistas son los teólogos luteranos, que enseñaban que Dios no obra solo la conversión del pecador y que éste coopera a la gracia siguiendo su impulso.
El nombre de synergistas viene del griego tvNkrgos: yo contribuyo, yo coopero. Lutero y Calvino habían sostenido que por el pecado original el hombre perdió toda aptitud para las buenas obras; que cuando Dios nos hace obrar por la gracia, lo hace en nosotros y sin nosotros; que bajo el impulso de la gracia la voluntad del hombre es puramente pasiva. No se limitaban a esto; pretendían que todas las acciones del hombre eran la consecuencia necesaria de un decreto por el cual Dios las había predestinado y resuelto. Lutero no rehusaba decir que Dios produce el pecado en el hombre tan real y positivamente como una buena obra, que no es menos causa del uno que de la otra. Calvino no concedía esta consecuencia, pero no por eso dejaba de establecer los principios.

## Reacción de la Iglesia Católica
Tal es la doctrina que el Concilio de Trento proscribió, ses. C, de Justifie., can. k, 5, 6, en estos términos.
Si alguno digere que el libre albedrio del hombre escilado y movido por Dios no coopera, siguiendo este impulso y esta vocación de Dios para disponerse y prepararse a la justificación; que no puede resistir, si quiere; que no obra, y permanece solamente pasivo; sea anatema. Si alguno enseña que por el pecado de Adán el libre albedrio del hombre se perdió y anonadó, que no es más que un nombre sin realidad o una idea sugerida por Satanás; que sea anatema. Si alguno sostiene que no está en el poder del hombre hacer malas sus acciones, sino que Dios es quien hace el mal tanto como el bien, no solo consintiéndolo, sino real y directamente, de modo que ia traición de Judas no es menos obra suya que la conversión de San Pablo; que sea anatematizado.
Melanchthon y Strigelius, aunque discípulos de Lutero no pudieron digerir su doctrina. Enseñaron que Dios atrae así y convierte a los adultos, de modo que el impulso de la gracia es acompañado de una cierta acción y cooperación de la voluntad. Esto es precisamente lo que decidió el Concilio de Trento. Esta doctrina, dice el historiador Mosheim, desagradó a los luteranos ortodoxos, sobre todo a Mattia Flacio y a otros les pareció destructiva de la de Lutero respecto a la absoluta esclavitud de la voluntad humana y la impotencia en que el hombre está de convertirse y obrar bien. Atacaron con todas sus fuerzas a los sinergistas. Estos son, dice, poco más o menos, los mismos que los semipelagianos. Hist. ecles., siglo XVI, sect. 3,2ª parte, c. 1, §. 30. No es Mosheim solo quien ha tachado de semipelagianismo el sentir católico decidido por el concilio de Trento. Esta misma acusación hacen todos los protestantes y Jansenio que los ha copiado.
Los semipelagianos pretendían que antes de recibir la gracia, el hombre puede prevenirla, disponerse a ella y merecerla por buenas afecciones naturales por deseos de convertirse, por oraciones y que Dios concede la gracia a los que se disponen a ella; de donde se seguía que el principio de la conversión y de la salvación viene del hombre y no de Dios. Esta es la doctrina condenada por los ocho primeros cánones del segundo concilio de Orange celebrado el año 529.